# 马利民
马利民（1961年12月—），甘肃兰州人，回族，无党派人士。中华人民共和国政治人物、第十三届全国人民代表大会甘肃省代表。

## 生平
2018年2月24日，马利民被选为甘肃省出席第十三届全国人民代表大会代表。